# 黒い福音
『黒い福音』（くろいふくいん）は、松本清張の長編推理小説。『週刊コウロン』に連載され（1959年11月3日号 - 1960年10月25日号）、1961年11月に中央公論社から刊行された。1959年3月に起こったBOACスチュワーデス殺人事件をもとに、フィクションの形で推理を展開した長編小説である。大きく二部に分かれ、第一部は、事件発生までの背景・過程を描いた犯罪編、第二部（連載時の題『燃える水』）は、刑事たちによる捜査を描く推理編となっている。
1984年・2014年にテレビドラマ化されている。

## あらすじ
終戦直後、武蔵野に存するグリエルモ教会。教会はカトリックの一派・バジリオ会の所属であった。
ルネ・ビリエ神父は聖書の翻訳作業を行う目的で、江原ヤス子のもとに通っていた。しかし深夜になると、ヤス子の寝室から、不思議なすすり泣きや忍び笑いが洩れてくるのだった。ルノーで乗り付けるビリエ神父に加え、ヤス子の家では深夜、トラックが謎の荷物の積み下ろしを行っていた。ヤス子の生活は急速に派手になっていく。
ある時、荷物の運搬に携わっていた日本人が、警察に密告し、トラックから統制品の砂糖が押収された。不法売買の疑いが持たれ、刑事が教会を訪れたが、グリエルモ教会を統括するフェルディナン・マルタン管区長は、物資のヤミ商売は日本人が勝手にやったと回答した。さらに管区長は、ビリエ神父に日本政府の高官夫人を通じて「穏便に解決」するよう手配し、日本人の運搬責任者に「犠牲」になるよう指示する。
その後7年が過ぎ、グリエルモ教会は、以前にも増して発展した。その間に、管区長のやり方に異議を唱えた神父は朝鮮半島の僻地に転任となり、その代わりに、シャルル・トルベックが神父となった。
トルベックは純真な神学生であったが、女性を知らなかった。神父に着任後、不慣れな手付きでミサを行うトルベックだったが、外国人の説教を有難がる日本女性に人気が出て、トルベックは愉しくなる。ビリエ神父と江原ヤス子が親しげに馴れ合う様子を目にしたことを引き金に、トルベックは、ミサで説教を聴く女性たちに手を付けていった。そうした時、トルベックは生田世津子と出会う。

## 主な登場人物
原作における設定を記述。
生田世津子
バジリオ会の経営する幼稚園「ダミアノ・ホーム」の保母。トルベックの勧めで、航空会社「EAAL」のスチュワーデスに応募する。
シャルル・トルベック
神学生からグリエルモ教会の神父となった、ヨーロッパ出身の青年。ダミアノ・ホームのミサに通う務めを続ける中で、生田世津子と出会う。
江原ヤス子
グリエルモ教会の翻訳部員。
ルネ・ビリエ
グリエルモ教会の主任司祭。
フェルディナン・マルタン
バジリオ会日本管区長。
アルフォンソ・ゴルジ
渋谷のバジリオ会系教会に所属する神父。
岡村正一
グリエルモ教会に通う信者の一人だったが、砂糖の密売を警察に密告する。
S・ランキャスター
イギリス人貿易商と称する男。都心のビルに住み、各方面に発言力を持つ。
藤沢六郎
警視庁捜査一課のベテラン刑事。愛称ロクサン。
市村
高久良警察署の若手刑事。
佐野
S新聞社社会部の記者。

## エピソード
- 本作は中央公論社の編集者・宮田毬栄が担当し、主な取材を行った。小説中触れられるララ物資に関しては、都内の的屋に取材を試み、最初は拒否されたものの、ララ物資の砂糖や小麦粉の流通の詳細について話を聞くことができたと宮田は述べている[5]。
- 連載終了後、真鍋博の装幀で単行本化されたが、造本（聖書を模したもの）のアイデアは著者によるものとされている[6]。

## テレビドラマ

### 1984年版
『松本清張スペシャル・黒い福音』。1984年11月26日21:02-23:24、TBS系列にて放映。番組の最初に白井佳夫による解説がある。視聴率19.9%（ビデオリサーチ調べ、関東地区）。DVD化されている。

#### キャスト
- 藤沢部長刑事：宇津井健
- 市村刑事：三浦友和
- 生田世津子：片平なぎさ
- 江原ヤス子：五月みどり
- 河原崎長一郎
- 戸浦六宏
- 福田豊土
- 勝部演之
- 新橋耐子
- 松山政路
- 高樹澪
- 羽賀研二
- 松村達雄
- 清水まゆみ
- 絵沢萌子
- 田山涼成
- 長門裕之
- 加藤治子
- 刑事部長：杉浦直樹
- 岡本達哉、掛田誠、西田良、市原清彦、牧田正嗣、大場順、河原さぶ、増田再起、高岡良平、森田浩平、伊吹礼一、小松明義、高崎隆二、綾城明、相原洋、宇佐美眉、榎本章、神童むつみ、加奈けい子
- トルベック神父：ジョン・エクスティン
- ビリエ神父：ケン・マクドナルド
- トム・キロー、ウォルタ・ニコルス、バーディル・ピーターソン、ジェフ・スミス、エリス・アムダ、ローラン・テセル、デイヴィット・アネット
- ナレーター：城達也
- 解説：白井佳夫

#### スタッフ
- 脚本：新藤兼人
- プロデューサー：野添和子（大映テレビ）、樋口祐三（TBS）、林悦子（霧プロダクション）
- 監督：増村保造
- 音楽：坂田晃一
- 撮影：浅井宏彦
- 美術：仲美喜雄、杉川広明
- 編集：飯田明彦
- 助監督：太田隆士
- 制作主任：本間信行
- 制作：大映テレビ、TBS、霧プロダクション

### 2014年版
『松本清張 黒い福音〜国際線スチュワーデス殺人事件〜』のタイトルで、2014年1月19日21:00- 23:24 (JST)にテレビ朝日系列『日曜エンターテインメント』枠で、「テレビ朝日開局55周年記念 松本清張二夜連続ドラマスペシャル 昭和の二大未解決事件」の第二夜として放送された。

#### キャスト
- 藤沢六郎：ビートたけし （警視庁捜査一課の刑事で通称「ロクさん」）
- 市村由孝：瑛太 （高久良署の若手刑事）
- 江原ヤス子：竹内結子 （閉鎖的な生活を送るグリエルモ教会の信徒）
- 生田世津子：木村文乃 （航空会社EAALの国際線スチュワーデス）
- 新田和彦：佐野史郎 （警視庁捜査一課長）
- 久恒敏正：池内博之 （警視庁捜査一課刑事）
- 藤沢陽子：小池栄子 （藤沢の娘）
- 小林信夫：川原和久 （高久良署刑事）
- 本多繁雄：阿南健治（小林の相棒）
- 山下昭：梨本謙次郎（刑事）
- 中田周平：髙橋洋（刑事）
- 坂田明子：大和田美帆（幼稚園「ダミアノ・ホーム」の保母）
- 加藤妙子：阿知波悟美（「小寺醤油店」店員）
- 岡本社長：大鷹明良（貿易会社経営）
- 高橋医師：松澤一之（解剖医）
- 都甲仁美：音月桂（世津子の同僚）
- 吉崎文香：北川弘美（同上）
- 古川：水橋研二（目撃者）
- 斉藤三郎：志賀廣太郎 （警視庁捜査一課係長）
- 加藤善浩：升毅 （グリエルモ教会の弁護士）
- シャルル・トルベック：スティーブ・ワイリー （グリエルモ教会神父。本ドラマではフランス系アメリカ人の設定）
- ルネ・ビリエ：ニコラス・ペタス （バジリオ会・グリエルモ教会主任司祭）
- 星野佳代子：風吹ジュン （世津子の叔母）
- 井出伸二：角野卓造 （高久良署捜査一課長）
- 木嶋忠夫：北大路欣也 （警視総監）
- 岩瀬厚一郎：國村隼 （警視庁の刑事部長）
- 関田ハナ：市原悦子 （農家の女性でグリエルモ教会の信徒）
- 謎の公安幹部：嶋田久作（藤沢に対し捜査中止の圧力をかける）
- ジェイムズ・ランカスター：イアン・ムーア（貿易商。本ドラマではアメリカ人の設定）

- その他：芦川誠、河西健司、水橋研二、寺井文孝、中林大樹、青山勝、梅沢昌代、お宮の松、西沢仁太、平尾仁、大西多摩恵、澤口夏奈子、井上智之、牧村泉三郎、上杉二美　ほか
- ナレーター：伊武雅刀

#### スタッフ
- 脚本：尾西兼一、吉本昌弘
- 音楽：吉川清之
- 監督：石橋冠
- ロケ協力：鳩山町まちづくり推進課、比企フィルムコミッション、信州上田フィルムコミッション　ほか
- 警察監修：甲斐民宏
- 医事指導：堀エリカ
- 科学捜査指導：山崎昭
- 技斗：佐々木修平
- カースタント：野呂慎治
- 音響効果：サウンドシップ
- 技術協力：ビデオスタッフ、NiTRo、日本テレビアート
- CG・美術協力：テレビ朝日クリエイト
- チーフプロデューサー：五十嵐文郎（テレビ朝日）
- プロデューサー：藤本一彦（テレビ朝日）、池田邦晃（テレビ朝日）、里内英司（5年D組）、中山秀一（5年D組）
- 制作協力：5年D組
- 制作著作：テレビ朝日